# 拉維多利亞 (博亞卡省)

拉維多利亞（西班牙語：La Victoria），是哥倫比亞的城鎮，位於該國東北部博亞卡省，距離通哈210公里，面積110平方公里，始建於1956年12月21日，始建於1965年，2005年人口1,645，人口密度每平方公里15人。
5°31′22″N 74°13′58″W / 5.52278°N 74.2328°W